# Билирубин
Билируби́н (от лат. bilis — желчь и лат. ruber — красный) — желчный пигмент, один из главных компонентов желчи в организме человека и животных.
Билирубин образуется в норме как результат расщепления белков, содержащих гем: гемоглобина, миоглобина и цитохрома. Распад гемоглобина происходит в клетках ретикуломакрофагальной системы костного мозга, селезёнки, лимфатических узлов и печени, откуда конечные продукты попадают в жёлчь и выводятся из организма.
В крови билирубин содержится в небольших количествах в виде двух фракций: свободной и связанной. Повышение билирубина может говорить как об избыточном разрушении эритроцитов (гемолитическая желтуха и пр.), так и о нарушенном выведении билирубина из организма, например при печёночной желтухе, закупорке жёлчных протоков и прочем. Показатели общего, свободного (непрямого) и связанного (прямого) билирубина используются для более точной диагностики.
Вещество также найдено в растениях рода стрелиция (вида Strelitzia nicolai).

## Физико-химические свойства
Чистый билирубин представляет собой коричневые ромбические кристаллы. Нерастворим в воде, трудно растворим в диэтиловом эфире, глицерине, в этаноле.
Растворим в бензоле, хлороформе, хлорбензоле и разведённых растворах щелочей. Билирубин поглощает синий свет с длиной волны 450—460 нм, химически трансформируясь в водорастворимую форму — люмирубин.

## Функции в организме
Билирубин образуется под действием фермента биливердинредуктазы из биливердина, зелёного пигмента, который также является продуктом распада гема. Будучи оксидирован, билирубин может превращаться обратно в биливердин. Этот цикл реакций стал причиной гипотезы, что билирубин является главным клеточным антиоксидантом.

## Метаболизм
Около 96 % билирубина в крови человека представлено неполярным нерастворимым непрямым билирубином, образующим комплексы с альбумином. Оставшиеся 4 % билирубина связываются с различными полярными молекулами, в основном — с глюкуроновой кислотой. При этом образуется прямой билирубин, который растворим в воде, фильтруется почками и выделяется с мочой. Уровень прямого билирубина в сыворотке крови при исследовании стандартными методами часто оказывается завышенным и составляет 1,7—8,5 мкмоль/л (0,1—0,5 мг%).
Билирубин в неконъюгированной форме токсичен. Гидрофобный, липофильный неконъюгированный билирубин, легко растворяясь в липидах мембран клеток и проникая вследствие этого в митохондрии, разобщает в них дыхание и окислительное фосфорилирование, нарушает синтез белка, поток ионов калия через мембрану клетки и органелл. Это отрицательно сказывается на состоянии нервной системы, вызывая у больных ряд характерных неврологических симптомов.
Он может проникать через гемато-энцефалический барьер, когда его концентрация в плазме крови превысит уровень насыщения высокоаффинных участков альбумина (20—25 мг/100 мл). Это приводит к гипербилирубинемической токсической энцефалопатии (действие на клетки базальных ядер головного мозга).
Химическое превращение гемоглобина в билирубин ретикулоэндотелиальными клетками можно наблюдать in vivo на «цветении» кровоподтёков (подкожных кровоизлияний): первоначально кровоподтёк имеет багровый или багрово-синюшный оттенок гема (иногда приобретает насыщенно синий цвет), который держится в течение 1—4 суток. Спустя 4—8 дней в кровоподтёке образуется пигменты зелёного цвета — вердоглобин и биливердин. Смешанные оттенки сохраняются до 9—12 суток, а на 12—16-й день кровоподтёк выглядит желтовато-серым, что обусловлено образованием билирубина.
Дальнейший метаболизм билирубина в основном происходит в печени. Он складывается из трёх процессов:
1. Поглощение билирубина паренхимальными клетками печени;
2. Конъюгация билирубина в гладком эндоплазматическом ретикулуме;
3. Секреция билирубина из эндоплазматического ретикулума в жёлчь.

При некоторых патологических состояниях человека (напр. массивном гемолизе эритроцитов при малярии, обтурации жёлчных протоков и других) концентрация билирубина в крови, а затем и в моче, повышается, что вызывает желтуху, а моча окрашивается в характерный тёмный цвет конъюгированной (растворимой) формой билирубина (симптом «моча цвета пива»).

Метаболизм гема

### Несвязанный (непрямой) билирубин
Несвязанный (непрямой) билирубин является жёлчным пигментом, образуемым в момент распада гемоглобина и разрушения эритроцитов. В отличие от связанного (прямого) билирубина — этот пигмент не растворяется в воде и достаточно токсичен за счёт возможности легко проникать в клетки и нарушать их жизнедеятельность.
Эритроциты (красные кровяные тельца) образуются в красном костном мозге. После повреждения или достигнув старости, они подвергаются разрушению макрофагами в ретикуло-эндотелиальной системе (в частности, в красной пульпе селезёнки). Из эритроцитов освобождается гемоглобин, который затем распадается на молекулу гема и глобиновые цепи, далее расщепляющиеся на аминокислоты. Под действием ферментов гем превращается в непрямой билирубин. Из-за внутримолекулярных водородных связей, непрямой билирубин нерастворим в воде. При этом он растворим в липидах и легко проникает в клеточные мембраны, нарушая метаболические процессы в клетках, что определяет его токсичность. Связываясь с альбуминами крови, непрямой билирубин транспортируется в печень.

### Связанный (прямой) билирубин
Прямой (связанный) билирубин — это малотоксичная и растворимая в воде фракция общего билирубина крови, который образуется в печени. Синтезируясь в печени, большая часть этой фракции билирубина крови поступает далее в тонкую кишку.
Под действием фермента глюкуронилтрансферазы в печени билирубин соединяется с глюкуроновой кислотой (образует глюкуронид билирубина), благодаря чему становится водорастворимым. После этого билирубин экскретируется в составе жёлчи и поступает в тонкую кишку. От него отщепляется глюкуроновая кислота, и далее он восстанавливается до уробилиногена. В тонкой кишке часть уробилиногена вместе с другими жёлчными компонентами повторно всасывается и по воротной вене поступает в печень (см. Кишечно-печёночная циркуляция жёлчных кислот). Остальной уробилиноген из тонкой кишки поступает в толстую кишку, где восстанавливается кишечной микрофлорой до стеркобилиногена. В нижних отделах толстой кишки стеркобилиноген окисляется до стеркобилина и выводится с калом. Стеркобилин придаёт калу характерную коричневую окраску. Небольшое количество (около 5 %) стеркобилиногена всасывается в кровь и после выводится с мочой.

## Лабораторнаядиагностика
Содержание билирубина в сыворотке крови определяется методом Ван ден Берга. Продуктом реакции диазореактива Эрлиха и билирубина является азобилирубин, который при положительной реакции проявляется интенсивным розовым окрашиванием. Оценку дают колориметрически.
Для определения билирубина в моче используют пробу Гаррисона — качественную реакцию, в основе которой лежит окисление билирубина до биливердина при его взаимодействии с реактивом Фуше (трихлоруксусной кислотой с хлорным железом в определённой пропорции). К моче добавляют хлористый барий, фильтруют и к осадку на фильтре добавляют несколько капель реактива Фуше. О присутствии билирубина свидетельствует появление синего или зелёного окрашивания. Проба Гаррисона является одной из самых чувствительных качественных реакций на билирубин (чувствительность 0,5—1,7 мг/100 мл), она была принята в СССР в качестве унифицированной. Поскольку в норме билирубин в моче практически отсутствует, положительная проба Гаррисона свидетельствует о наличии гепатобилиарной патологии.
Технология количественного определения фракций билирубина у новорождённых (Vitros BuBc). Для проведения теста используется сухой аналитический элемент многослойного разделения на полиэстеровой подложке. Показанием к применению является гипербилирубинемия (желтуха) новорождённых (физиологическая, конъюгационная, ГБН, гепатит). Этим методом можно достоверно оценить концентрации фракций билирубина у новорождённых из 70 мкл образца (в том числе капиллярная кровь) в течение 10 минут.

Биливердин
Билирубин
Глюкуронид билирубина
Уробилиноген
Стеркобилиноген
Стеркобилин